# Młodzieżowe Indywidualne Mistrzostwa Polski na Żużlu 2008
Młodzieżowe Indywidualne Mistrzostwa Polski na Żużlu 2008 – zawody żużlowe, mające na celu wyłonienie medalistów młodzieżowych indywidualnych mistrzostw Polski w sezonie 2008. Rozegrano dwa turnieje półfinałowe oraz finał, w którym zwyciężył Maciej Janowski.

## Finał
- Rybnik, 19 sierpnia 2008
- Sędzia: Ryszard Bryła

| Msc. | Zawodnik             | Klub         | Pkt   |             |  |
| ---- | -------------------- | ------------ | ----- | ----------- |  |
| 1    | Maciej Janowski      | Wrocław      | 13 +3 | (3,3,3,1,3) |  |
| 2    | Daniel Pytel         | Poznań       | 13 +2 | (2,3,2,3,3) |  |
| 3    | Grzegorz Zengota     | Zielona Góra | 12    | (2,3,2,3,2) |  |
| 4    | Przemysław Pawlicki  | Leszno       | 11    | (3,3,2,3,0) |  |
| 5    | Adrian Gomólski      | Ostrów Wlkp. | 10    | (3,3,w,3,1) |  |
| 6    | Patryk Pawlaszczyk   | Rybnik       | 10    | (2,1,3,2,2) |  |
| 7    | Robert Kasprzak      | Leszno       | 9     | (2,1,3,2,1) |  |
| 8    | Artur Mroczka        | Grudziądz    | 8     | (0,2,2,2,2) |  |
| 9    | Mateusz Szczepaniak  | Częstochowa  | 7     | (2,0,1,1,3) |  |
| 10   | Adrian Szewczykowski | Gorzów Wlkp. | 6     | (3,2,0,0,1) |  |
| 11   | Michał Mitko         | Rybnik       | 6     | (1,1,1,1,2) |  |
| 12   | Marcin Jędrzejewski  | Bydgoszcz    | 5     | (1,2,1,1,0) |  |
| 13   | Dawid Lampart        | Rzeszów      | 4     | (0,1,3,d,–) |  |
| 14   | Mateusz Szostek      | Rzeszów      | 4     | (1,w,2,0,w) |  |
| 15   | Borys Miturski       | Częstochowa  | 1     | (1,w,–,–,–) |  |
| 16   | Michał Łopaczewski   | Bydgoszcz    | 0     | (0,d,d,d,–) |  |
| 17   | Kamil Brzozowski     | Grudziądz    | 0     | (0,d,d,d,–) |  |
| 18   | Adam Kajoch          | Leszno       | 0     | (w,–,–,–,–) |  |

Bieg po biegu:
1. Gomólski, Szczepaniak, Miturski, Kajoch (u/w)
2. Janowski, Pawlaszczyk, Mitko, Łopaczewski
3. Pawlicki, Zengota, Jędrzejewski, Brzozowski
4. Szewczykowski, Kasprzak, Szostek, Mroczka
5. Zengota, Mroczka, Pawlaszczyk, Szczepaniak
6. Janowski, Jędrzejewski, Kasprzak, Lampart
7. Gomólski, Szewczykowski, Łopaczewski (d3), Brzozowski (d/start)
8. Pawlicki, Pytel, Mitko, Miturski (w/2min), Szostek (u/w)
9. Janowski, Szostek, Szczepaniak, Brzozowski (d4)
10. Pawlaszczyk, Pawlicki, Lampart, Szewczykowski
11. Kasprzak, Zengota, Mitko, Gomólski (w/su)
12. Pytel, Mroczka, Jędrzejewski, Łopaczewski
13. Pawlicki, Kasprzak, Szczepaniak, Łopaczewski
14. Lampart, Mroczka, Mitko, Brzozowski (d)
15. Gomólski, Pawlaszczyk, Jędrzejewski, Szostek
16. Zengota, Pytel, Janowski, Szewczykowski
17. Szczepaniak, Mitko, Szewczykowski, Jędrzejewski
18. Pytel, Zengota, Łopaczewski (u/-), Szostek (u/w), Lampart (d)
19. Janowski, Mroczka, Gomólski, Pawlicki
20. Pytel, Pawlaszczyk, Kasprzak
21. Bieg dodatkowy o złoty medal: Janowski, Pytel